# Guillermo Imhoff
Pour les articles homonymes, voir Imhoff.
Guillermo Luis Imhoff est un footballeur professionnel argentin. Il est né le 11 octobre 1982.

## Biographie
Ce défenseur argentin possède des racines valaisannes. « Son acte d'origine mentionne Grengiols », précise Frédéric Chassot, le directeur sportif du club valaisan. Né le 11 octobre 1982, Imhoff évoluait la saison dernière sous les couleurs de Jorge Wilstermann en première division bolivienne dans laquelle il a disputé trente-quatre matches de championnat. « Ce gaucher peut jouer dans l'axe de la défense ou comme latéral. » Le joueur n'est pas totalement inconnu en Suisse. Il avait été proposé à Neuchâtel Xamax en 2007. « Gérard Castella, qui entraînait Xamax à ce moment-là, m'a confirmé qu'une blessure avait empêché Imhoff de faire l'essai nécessaire. » Des douleurs au genou l'avaient contraint durant cette année d'abréger son expérience au Wacker Innsbruck quatre mois après son arrivée en Europe.

## Clubs successifs
| Saison      | Club                 | Pays      | Ligue | Matchs /Buts | Coupe d'Europe |
| ----------- | -------------------- | --------- | ----- | ------------ | -------------- |
| 2002 - 2003 | FC Colon De Santa    | Argentine | D1    | 1 (1)        | -              |
| 2003 - 2004 | FC Colon De Santa    | Argentine | D1    | 12 (0)       | -              |
| 2004 - 2005 | FC Colon De Santa    | Argentine | D1    | 1 (0)        | -              |
| 2004 - 2005 | FC Atlético Huracán  | Argentine | D1    | 11 (0)       | -              |
| 2005 - 2006 | FC Atlético Gimnasia | Argentine | D1    | 14 (0)       | -              |
| 2006 - 2007 | FC Colon De Santa    | Argentine | D1    | 4 (0)        | -              |
| 2007 - 2008 | FC Wacker Innsbruck  | Autriche  | D1    | 4 (0)        | -              |
| 2008 - 2009 | FC Jorge Wilstermann | Bolivie   | D1    | 29 (1)       | -              |
| 2009 - 2010 | FC Sion              | Suisse    | ASL   | 1 (0)        | -              |
| 2010 - 2011 | FC Sion U21          | Suisse    | 1re L | 6 (0)        | -              |